# Orlando Piani
Pour les articles homonymes, voir Piani.
Orlando Piani, né le 24 mars 1893 à Modigliana et décédé le 16 octobre 1975 à Orange (New Jersey) est un coureur cycliste italien.